# Похлёбкин, Николай Иванович
Никола́й Ива́нович Похлёбкин (17 декабря 1924 — 13 марта 2022) — советский строитель, бригадир комплексной бригады управления «Промстрой» № 2 Куйбышевгидростроя Министерства энергетики и электрификации СССР, Куйбышевская область. Герой Социалистического Труда (1973).

## Биография
Родился 17 декабря 1924 года в селе Колунец, ныне Тетюшинского района Республики Татарстан в крестьянской семье. Семья переехала в Тетюши. Николай был старшим среди шести детей.
В 17 лет ушёл на фронт. Участник Великой Отечественной войны, призван 12 августа 1942 года Тетюшским РВК, Татарская АССР, Тетюшский район, в Действующей армии с июля 1943 года. В составе сапёрной бригады Похлёбкин прошёл от Ростова до Берлина.
Служить после войны Николаю Ивановичу пришлось до 1949 года: восстанавливали Украину, работали в Запорожье, во Львове, в Закарпатье. Вернувшись в Тетюши работал на мельзаводе. В 1956 году по комсомольской путёвке отправился в Североуральск сооружать бокситовые рудники.
В 1959 году приехал в город Ставрополь (ныне — Тольятти), где разворачивалось строительство Куйбышевской ГЭС. Трудился монтажником СМУ-2 («Промстрой-2») «Куйбышевгидрострой». Вскоре был избран секретарем партийной организации на участке строительства завода «Фосфор». На строительстве завода «Волгоцеммаш» уже возглавлял комплексную бригаду монтажников. Его бригада в числе первых освоила прогрессивные виды опалубки — деревометаллическую и металлическую. Участвовала в возведении объектов многих крупных предприятий Тольятти: заводы «Куйбышевазот», «Тольяттиазот».
С зимы 1967 года со своей бригадой пришёл на площадку строящегося автомобильного завода. Сначала возводил ремонтно-литейный корпус, затем чугунолитейный, самый трудный и ответственный объект завода. Строил также жилье и здания социально-бытового назначения. Его бригада в числе первых освоила прогрессивные виды опалубки — деревометаллическую и металлическую. Похлёбкин — многократный победитель социалистического соревнования. Неоднократно отмечался орденами: «Волгоцеммаш» (орден Ленина), «Куйбышевазот» (орден Октябрьской Революции), «АВТОВАЗ» (Герой Социалистического Труда), «Тольяттиазот» (Орден Трудового Красного Знамени).
Указом Президиума Верховного Совета СССР от 29 декабря 1973 года за выдающиеся успехи, достигнутые при сооружении и освоении проектных мощностей Волжского автомобильного завода имени 50-летия СССР и смежных с ним предприятий, Похлёбкину Николаю Ивановичу присвоено звание Героя Социалистического Труда с вручением ордена Ленина и золотой медали «Серп и Молот».
Руководил бригадой до выхода на пенсию в 1984 году.
Проживал в Тольятти.

## Награды
- Золотая медаль «Серп и Молот» (29.12.1973))
- Орден Ленина (04.10.1966)
- Орден Ленина (29.12.1973))
- Орден Октябрьской Революции (1971)
- Орден Трудового Красного Знамени (20.05.1980)
- Орден Отечественной войны I степени (01.08.1986)[4]
- Медаль «В ознаменование 100-летия со дня рождения Владимира Ильича Ленина» (6 апреля 1970)
- Медаль «За победу над Германией в Великой Отечественной войне 1941—1945 гг.» (9 мая 1945[5])
- Медаль «За освобождение Варшавы» (09.06.1945)
- Медаль «За взятие Берлина» (09.06.1945)
- Медаль «За доблестный труд»
- Юбилейная медаль «Двадцать лет Победы в Великой Отечественной войне 1941—1945 гг.» (7 мая 1965[6])
- Юбилейная медаль «Тридцать лет Победы в Великой Отечественной войне 1941—1945 гг.»[7]
- Юбилейная медаль «Сорок лет Победы в Великой Отечественной войне 1941—1945 гг.»[8]
- Юбилейная медаль «60 лет Победы в Великой Отечественной войне 1941—1945 гг.»
- Юбилейная медаль «65 лет Победы в Великой Отечественной войне 1941—1945 гг.»
- Медаль «Ветеран труда»
- Медаль «30 лет Советской Армии и Флота»[9]
- Юбилейная медаль «40 лет Вооружённых Сил СССР»[10]
- Юбилейная медаль «50 лет Вооружённых Сил СССР» (26 декабря 1967[11])
- Юбилейная медаль «60 лет Вооружённых Сил СССР» (28 января 1978[12])
- Юбилейная медаль «70 лет Вооружённых Сил СССР» (28 января 1988[13])
- Знак «Гвардия»
- Знак МО СССР «25 лет Победы в Великой Отечественной войне» (24 апреля 1970)

## Память
- Его имя увековечено в Главном Храме Вооружённых сил России, и навсегда запечатлено на мемориале «Дорога памяти»